# 6Б27

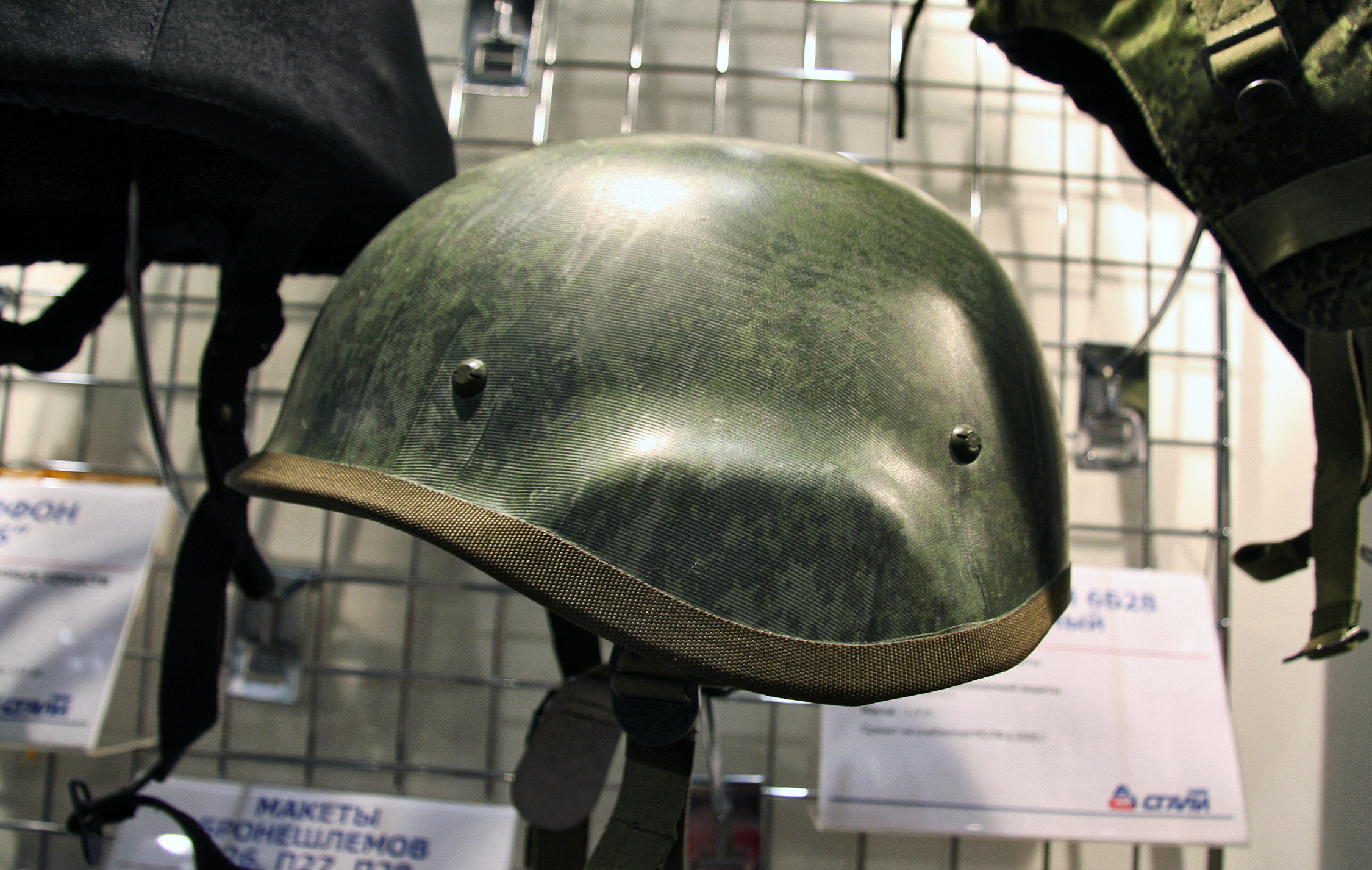
Шлем 6Б27М в раскраске ЕМР"Лето".

6Б27 — общевойсковой штурмовой шлем Вооружённых сил России. Разработан «НИИ стали» в 2005 году для замены шлема 6Б7 обр. 1999 года. Неметаллический бронешлем выполнен по тканево-полимерной технологии, в серийном производстве с 2006 года, одновременно со шлемами 6Б26 и 6Б28. Шлем принят на вооружение странами ОДКБ и ВС России.

## Характеристики шлема
Масса шлема 6Б27 составляет 0,95 — 1,25 килограмма, верхний предел — масса шлема для размера головы 56-58 сантиметров. Обеспечивает защиту головы от поражения 9-мм пулями пистолетов ПМ и АПС с расстояния 5 м, а также от пуль ПСМ и ТТ с расстояния 40 м. Обладает противоосколочной стойкостью на уровне 1-го класса защиты. Противоосколочная стойкость (по V50) составляет 580—680 м/с. Шлем обеспечивает защиту от осколков массой 1 г при скорости 680 м/с. Площадь защиты — 12,7 дм².
Шлем выпускается в стандартном цвете — «олива», комплектуется чехлом, которых выпускается целая линейка: «Русская цифра», «Флора», «Оливковый», «Чёрный», «Жёлтая берёзка», «Клякса».
По сравнению со шлемом французского комплекта FELIN обладает существенно большей защитой боковой проекции головы.

## Сравнение с зарубежными аналогами[3]
| Характеристики                                | Advanced Combat Helmet (США)    | R-ACH (Израиль)   | FELIN (Франция)               | 6Б27                     |
| --------------------------------------------- | ------------------------------- | ----------------- | ----------------------------- | ------------------------ |
| Материал: композит из                         | арамидного волокна «Кевлар KM2» | арамидных волокон | полиэтиленовых волокон UHMWPE | арамидных волокон «Арус» |
| Масса (М) для размера головы 57 — 58 см       | 1,36 кг                         | 1,30 кг           | 1,36 кг                       | 1,25 кг                  |
| Площадь защиты (S)                            | 10,6 дм2                        | 10,5 дм2          | 12,5 дм2                      | 12,7 дм2                 |
| Стойкость к осколку* 1 г (V50), м/с           | 754 RCC 670 FSP                 | 670               | 680                           | 680                      |
| Параметр баллистической эффективности S·V50/М | 57                              | 54                | 62,5                          | 69                       |

Примечание: * ACH, R-ACH и FELIN при испытаниях осколочными имитаторами RCC и FSP (1,0 и 1,1 г); 6Б27 — сферическим осколком 1,0 г